# Mario Stojić
Mario Stojić, né le 6 mai 1980, à Mannheim, en Allemagne de l'Ouest, est un joueur de basket-ball allemand naturalisé croate. Il évolue au poste d'arrière.

## Palmarès
- Finaliste du championnat du monde des -21 ans 2001
- Championnat d'Italie 2002
- Supercoupe d'Italie 2001, 2002